# Lobularia
Lobularia (Lobularia Desv.) – rodzaj roślin należący do rodziny kapustowatych. Należy do niego 5 gatunków pochodzących z basenu Morza Śródziemnego oraz Wysp Kanaryjskich i Wysp Zielonego Przylądka. Rosną one w miejscach suchych, na piaskach. Lobularia nadmorska jest uprawiana jako roślina ozdobna.

## Morfologia
PokrójRośliny jednoroczne lub byliny osiągające do 0,4 m wysokości.
LiściePojedyncze, owłosione (włoski rozwidlone, z płasko na boki rozpostartymi ramionami).
KwiatyPromieniste, 4-krotne, wonne, liczne,zebrane w grona. Działki bez woreczkowatych rozdęć. Płatki białe lub kremowe, u nasady z paznokciem. Pręcików 6, czterosilnych; 4 wewnętrzne dłuższe od 2 zewnętrznych. Zalążnia górna z krótką szyjką słupka zwieńczoną główkowatym znamieniem.
OwoceSpłaszczona, owalna lub okrągła łuszczynka z kilkoma nasionami.

## Systematyka
Synonimy taksonomiczne
Koenigia Post & Kuntze, Konig Adans.
Pozycja systematyczna według APweb (aktualizowany system APG III z 2009)
Należy do rodziny   kapustowatych (Brassicaceae), rzędu kapustowców (Brassicales), kladu różowych (rosids) w obrębie okrytonasiennych (Magnoliophyta).
Pozycja w systemie Reveala (1993-1999)
Gromada okrytonasienne (Magnoliophyta Cronquist), podgromada Magnoliophytina Frohne & U. Jensen ex Reveal, klasa Rosopsida Batsch, podklasa ukęślowe (Dilleniidae Takht. ex Reveal & Tahkt.), nadrząd Capparanae Reveal, rząd kaparowce (Capparales Hutch.), podrząd Capparineae Engl., rodzina kapustowate (Brassicaceae Burnett), rodzaj lobularia (Lobularia Desv.).
Wykaz gatunków

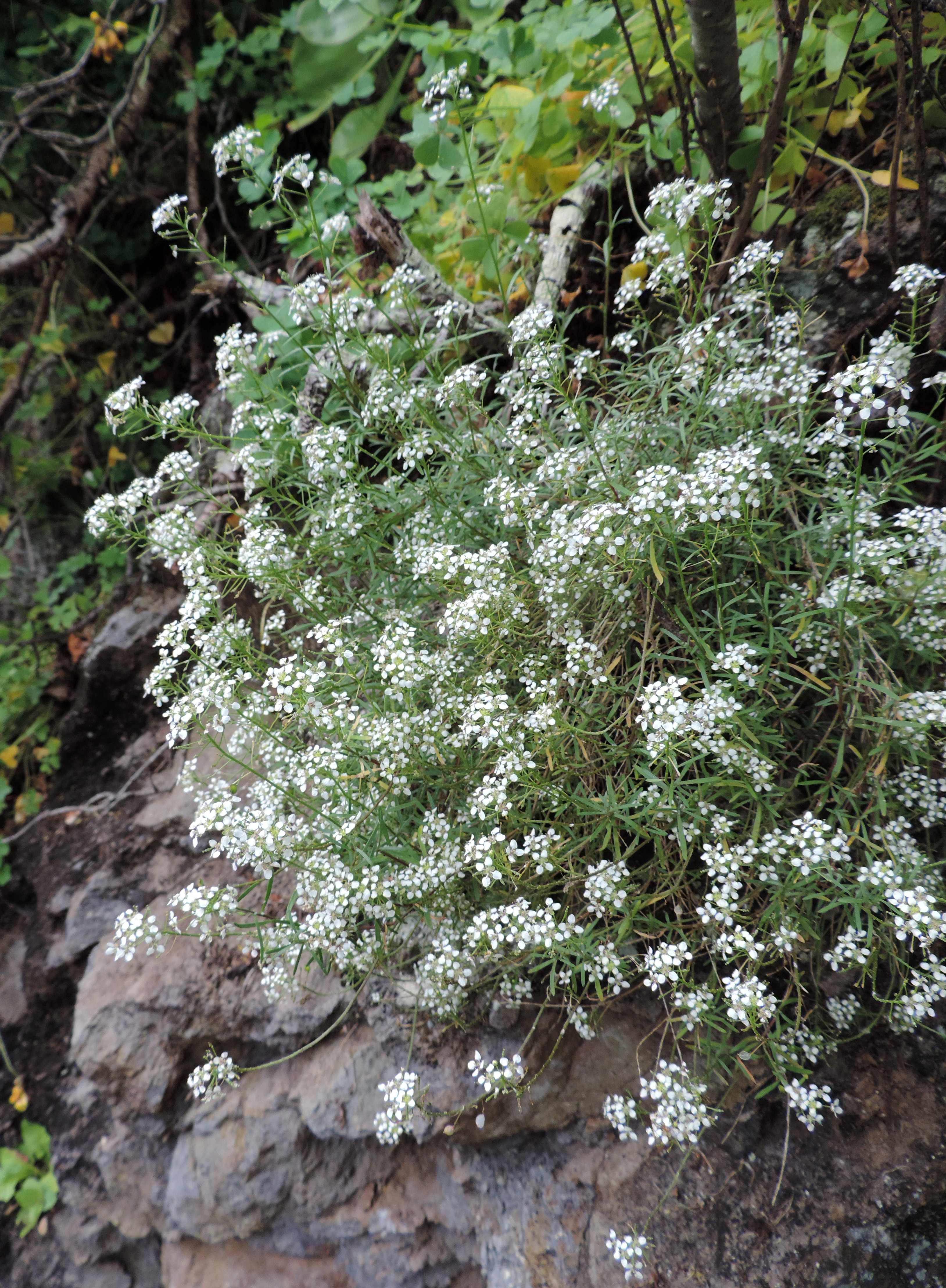
Lobularia canariensis

- Lobularia arabica (Boiss.) Muschl.
- Lobularia canariensis (DC.) L. Borgen
- Lobularia libyca (Viv.) Webb & Berthel.
- Lobularia marginata Webb ex Christ
- Lobularia maritima (L.) Desv. – lobularia nadmorska, smagliczka nadmorska